# Польща 2050
Польща 2050 (пол. Polska 2050) — польський центристський соціально-політичний рух, створений Шимоном Головнею після президентських виборів у 2020 році, в якому він посів 3 місце, зареєстроване як асоціація з 24 серпня 2020 року. 3 листопада 2020 року також було подано заявку на реєстрацію політичної партії Польща 2050 Шимона Головні (пол. Polska 2050 Szymona Hołowni). Головою партії та президентом асоціації є Шимон Головня. Аналітичний центр Інститут Стратегії 2050 (пол. Instytut Strategie 2050) під керівництвом Катажини Пелчинської-Наленч відповідає за стратегію руху. У Польщі 2050 також працює Інтернет-радіо Добре Радіо (пол. Dobre Radio).
Нині в Польщі 2050 є вісім послів до Сейму (Ганна Ґілль-Пйонтек, Йоанна Муха, Пауліна Генніґ-Кльоска, Томаш Зімох, Мирослав Сухонь, Войцех Максимович, Міхал Ґраматика та Павел Залевський), один сенатор (Яцек Бурий) та один євродепутат (Ружа Тун).

## Історія
Перша інформація про те, що Шимон Головня планує створити громадський рух, з'явилася в лютому 2020 року, коли він проводив виборчу кампанію перед президентськими виборами. Офіційно він оголосив його назву 30 червня 2020 року — на наступний день після першого туру виборів, на якому він посів третє місце з результатом майже 14 % голосів. Асоціація була зареєстрована 24 серпня, а через п'ять днів вона була офіційно представлена. За словами Шимона Головні, на нього записалося 20 000 людей.
8 вересня 2020 року рух здобув свого першого представника в Сеймі, коли до нього приєдналася Ганна Ґілл-Пйонтек, яка подала у відставку від членства у партії Весна Роберта Бєдроня та в парламентському клубі Лівих. 29 вересня Шимон Головня оголосив про створення політичної партії, пов'язаної з рухом, на чолі з Міхалом Кобоським, реєстрація якої (під назвою Польща 2050 Шимона Головні) була подана до окружного суду у Варшаві 3 листопада 2020 року. Ганна Ґілл-Пйонтек та колишній воєвода Мазовецького воєводства Яцек Козловський стали заступниками голови партії.
18 січня 2021 року рух отримав свого представника в Сенаті, коли до нього приєднався позапартійний Яцек Бури, який залишив клуб Громадянської коаліції. Того ж дня в міській раді Елка та Елцького повіту були створені клуби радників Польщі 2050 які досі були радниками місцевої асоціації «Спільне Добро», пов'язаної з Томашем Андрукевичем, президентом Елка (до групи приєднались, серед інших, голова Ельської повітової ради Анджей Вішоватий). Наступного дня до Польщі 2050 приєднався Мацей Живно, радник Підляської воєводської ради, який у минулому був воєводою Підляшським та віце-маршалком Підляського воєводства від Громадянської платформи. Через день до руху приєдналася депутат Йоанна Муха (колишня міністр спорту та туризму), яка перейшла з клубу Громадянської платформи та Громадянської коаліції.
15 лютого 2021 року депутат Пауліна Хенніг-Клоска приєдналася до руху, залишивши Новочесну (речником якої вона була) та парламентський клуб Громадянської коаліції. Через день була офіційно створена парламентська група Польща 2050, головою якої стала Ганна Ґілл-Пйонтек. 1 березня група була перетворена в парламентське коло із сенатором Яцеком Бурим. 2 березня до руху приєднався другий воєводський радник Павел Дронжчик, який досі представляв Громадянську коаліцію у раді ради Лодзкого воєводства. 16 березня до парламентського кола Польща 2050 приєднався незалежний депутат Томаш Зімох (який незадовго до цього залишив клуб Громадянської коаліції). 19 березня 2021 року Бартош Ромович, мер підкарпатських Устриків-Долішніх, приєднався до руху Польща 2050. Ромович раніше належав до Польської селянської партії. 26 березня 2021 року була зареєстрована партія Польща 2050 Шимона Головні. 20 квітня депутат Новочесної та клубу Громадянської коаліції Мірослав Сухонь приєднався до угрупування. Того ж дня до нього також приєднався мер Вишкува Гжегож Новосельський. Через місяць інший народний депутат Войцех Максимович, колишній міністр охорони здоров'я уряду Виборчої Акції «Солідарність», перейшов від Угоди Ярослава Говіна до Польщі 2050.
На дострокових виборах президента Ряшева, призначених 13 червня 2021 року, Польща 2050 — разом з Громадською коаліцією, Лівими та Польською коаліцією (зосередженої навколо Польської селянської партії) — підтримала кандидата від імені власної виборчої комісії, Конрада Фійолека, віце-президента міської ради Ряшева. Фійолек виграл перший тур з результатом 56,51 %. 21 червня 2021 року склав присягу як президент міста. 23 червня до руху «Польща 2050» приєдналися сім представників місцевого самоврядування з Малопольського воєводства: Ельжбета Буртан (вуйт гміни Забєжув), Марек Ямборський (вуйт гміни Коцмижув-Любожиця), Гвідон Вінярський (солтис Нарами), Аліція Вуйцик (радник Краківського повіту), Павел Коласа (радник Краківського повіту), Даніель Риш (радник гміни та міста Свьонтники-Гурне), Ян Маршалек (радник гміни Сулошова). 29 червня до партії приєдналася радник Люблінської воєводської ради Ева Ящук (обрана зі списку Польської селянської партії, звільнилася з членства з 2019 року), а також три радники міста Холм — Станіслав Мосцицький, Мацей Барановський і Томаш Откала. Через три дні депутат Громадянської платформи та Громадянської коаліції Міхал Граматика перейшов до Польщі 2050.
28 жовтня 2021 року до парламентського кола «Польща 2050» увійшов депутат Павел Залевський, який кількома місяцями раніше був виключений з Громадянської платформи. 10 листопада 2021 року до партії приєдналася Ружа Тун, колишній євродепутат від Громадянської платформи. Таким чином Польща 2050 отримала представництво в Європарламенті. Того ж дня підписано угоду про асоціацію з фракцією Європейського парламенту Оновити Європу.
Перший з’їзд партії відбувся 27 березня 2022 року (невдовзі після набуття остаточного рішення про її реєстрацію). Шимон Головня замінив на посаді голови партії Міхала Кобоско, який став його першим заступником. Другим заступником і генеральним секретарем стала Агнешка Бучинська. Крім того, заступником голови партії залишилася Ганна Гілл-Пьонтек. Наступними заступниками стали Пауліна Хенніг-Клоска, Йоанна Муха та Мацей Живно, а скарбником став Яцек Козловський.
5 серпня 2023 року, Польща 2050 та Польська селянська партія оголосили, що вони разом підуть на наступні парламентські вибори.

## Політичні постулати

### Екологія
Польща 2050 хоче, щоб через 30 років Польща стала кліматично нейтральною країною та відмовилася від використання викопного палива в енергетичному секторі. З цією метою вони хочуть включити країну до «Європейського зеленого курсу».

### Освіта
Рух вважає, що польська освіта має «прогалини» у навчальній програмі, тому він планує створити навчальні пакети, які доповнюватимуть їх. Польща 2050 також транслює спеціальну програму Освіта для майбутнього в Доброму Радіо. Це часткове продовження виборчого постулату Шимона Головні на президентських виборах «Освіта для майбутнього».

## Структура і активісти

### Правління партії
Голова:
- Шимон Головня

Перший заступник голови:
- Михал Кобоско

Другий заступник голови та генеральний секретар:
- Агнешка Бучинська

Заступники голови:
- Ганна Ґілл-Пйонтек
- Пауліна Хенніг-Клоска
- Йоанна Муха
- Мацей Живно

Скарбник:
- Яцек Козловський

### Правління асоціації[12]
Президент:
- Шимон Головня

Віцепрезидент:
- Агнешка Бучинська
- Катажина Сувала

Інші члени:
- Пйотр Гонсіоровський
- Зофія Ільковська
- Сильвестер Корицький
- Малгожата Пушкевич

### Інститут Стратегії 2050
Правління Інституту Стратегії 2050 складається з Катажини Пелчинської-Наленч, Яна Шишка та Станіслава Закрочімського. Члени коледжу експертів також включають між іншими Яцек Чихоцький, ген. Мірослав Рожанський, Давид Сесціло та Перемислав Старонь.

## Символи
Рух використовує жовтий, білий та зелений кольори. Логотипом асоціації є білий контур Польщі з трьох трикутників із зеленим числом «2050» на жовтому фоні.

## Добре Радіо
5 жовтня 2020 року було запущено Інтернет-радіо асоціації «Добре Радіо» (стилізовані на Dobre.Radio), головним редактором якого став Бартош Вейман. Радіо транслює понад десяток програм. Серед лекторів є, серед інших головний редактор, а також Міхал Кобосько, Катажина Пелчинська-Наленч та Перемислав Старон.

## Символи радіо
Логотип радіо зберігається в тих же кольорах, що і логотип партії — це зелено-білий напис «Добре. Радіо. Ми посилюємо уважність» (стилізовані великими літерами) та 5 зелених ліній і 3 пов'язані білі лінії по колу на жовтому фоні.